# Montesquieu-Avantès
Montesquieu-Avantès is een gemeente in het Franse departement Ariège (regio Occitanie) en telt 227 inwoners (2005). De plaats maakt deel uit van het arrondissement Saint-Girons.

## Geschiedenis
Montesquieu-Avantès was onderdeel van het kanton Saint-Lizier tot dit op 22 maart 2015 werd opgeheven en de gemeente werd opgenomen in het op diezelfde dag gevormde kanton Portes du Couserans.

## Geografie
De oppervlakte van Montesquieu-Avantès bedraagt 16,9 km², de bevolkingsdichtheid is 13,4 inwoners per km².
In de gemeente bevinden zich de Grot van Tuc d'Audoubert en de Grot Les Trois-Frères.
De onderstaande kaart toont de ligging van Montesquieu-Avantès met de belangrijkste infrastructuur en aangrenzende gemeenten.

## Demografie
Onderstaande figuur toont het verloop van het inwonertal (bron: INSEE-tellingen).

Vanwege een beveiligingsprobleem met de MediaWiki Graph-software is het momenteel niet mogelijk deze grafiek weer te geven. Zodra de software is bijgewerkt zal de grafiek vanzelf weer zichtbaar worden.